# Pozsonyi Kifli Polgári Társulás
A Pozsonyi Kifli Polgári Társulás szlovákiai civil szervezet, amely céljául a többnemzetiségű Pozsony történelmi és kulturális értékeinek ápolását és népszerűsítését tűzte ki maga elé.

## Története
Az egyesület 2010 decemberében alapította néhány Pozsonyban élő magyar nemzetiségű értelmiségi. Nevét a pozsonyi kifli süteményről kapta.

## Céljai
- A Pozsonyban élő nemzetiségek kulturális tevékenységének támogatása és bemutatása.
- Pozsony kortárs művészeti és kulturális életének támogatás.
- A pozsonyi lokálpatriotizmus erősítése és a város hírnevének népszerűsítése belföldön és külföldön egyaránt.

## Tevékenysége
A polgári társulás a kétnyelvű pozsonyikifli.sk, bratislavskerozky.sk kulturális és ismeretterjesztő jellegű internetes portál üzemeltetője és tulajdonosa. A weboldal a Pozsony kulturális életével és történelmével foglalkozó állandó rovatok mellett a szervezet örökségvédelmi tevékenységét (digitalizáció, adatbázis, virtuális kiállítás, interaktív térkép stb.) is tartalmazza. A Pozsonyi Kifli Polgári Társulás rendszeresen részt vesz Pozsony kultúráját és történelmét népszerűsítő belföldi és nemzetközi projektek, rendezvények, kiadványok, dokumentumfilmek, kiállítások, workshopok szervezésében és lebonyolításában.
Ortvay Tivadar 1905-ben megjelentette Pozsony város utcái és terei című munkáját, amely  a mai napig a város kulturális fejlődésének, történelmének egyik legpontosabb leírása. Ezt az máig egyedülálló helytörténeti munkát a Társulat a modern kor eszközeivel próbálja népszerűsíti.

## Külső hivatkozások
- A társulat honlapja
- Ortvay adatbázis